# خالد منصور العقيل
خالد بن منصور بن ناصر العقيل هو أكاديمي سعودي وعضو في مجلس الشورى السعودي منذ أن تم تعيينه بأمر ملكي في 3 ربيع الأول، 1438هـ الموافق لـ2 ديسمبر 2016م. ولد خالد العقيل في مكة المكرمة في ربيع الآخرة عام 1368 هـ.

## الحياة التعليمية
تخرج خالد العقيل ببكالوريوس في الهندسة الجيوفيزيائية عام 1971م من جامعة سانت لويس الأمريكية. وماجستير في إدارة الهندسة التعدينية عام 1975م من جامعة ولاية بنسلفانيا عن رسالة بعنوان (الاستراتيجيات الاستثمارية لتنويع مصادر دخل الاقتصاد السعودي). حاز خالد العقيل على الدكتوراه سنة 1979م في اقتصاديات البترول والمعادن عام 1979م من جامعة ولاية بنسلفانيا الأمريكية عن رسالة بعنوان (مرونة الإنتاج البترولي السعودي).

## الحياة المهنية
- عضو مجلس الشورى اعتباراً من 3/3/1434هـ.[2]
- أنشأ مكتب نماء للاستشارات البترولية والمعدنية منذ العام 1428هـ .
- ممثل المملكة العربية السعودية في المكتب التنفيذي لمنظمة الأقطار العربية المصدرة للبترول (أوابك) لفترة عشرين عاماً.

## عضويات المجالس واللجان
- عضو اللجنة الاستشارية التابعة لغرفة الرياض التجارية والصناعية[2]
- عضو الفريق الدراسي لكادر موظفي وخطط عمل ارامكو السعودية السنوية والخمسيه
- عضو مجلس إدارة شركة بترولوب
- عضو مجلس إدارة جامعة الملك فهد للبترول والمعادن
- رئيس فريق عمل الطاقة لدول مجلس التعاون لدول الخليج العربية
- عضو مجلس إدارة شركة بمرف
- عضو مجلس إدارة بترومين
- عضو مجلس إدارة الهيئة السعودية للمياه
- عضو مجلس الشركة العربية للتعدين في الأردن
- عضو مجلس إدارة شركة أسري في البحرين
- رئيس فريق عمل الشركات المنبثقة عن الاوابك
- المشاركة في العديد من اللجان الإستراتيجية في تطبيقات التقنية الذرية، والإستراتيجية العمرانية الوطنية الصادرة عام 1420هـ، والإستراتيجية الشاملة للثروة المعدنية لعام 1427هـ

## المؤلفات والبحوث
- كتاب رحلة في عالم البترول الصادر عام 1424هـ[2]
- كتاب قاعدة النهضة العربية : منظمة الإنماء الاقتصادي والعلمي العربية الصادر عام 1425هـ

## وصلات خارجية
- موقع مجلس الشورى السعودي الرسمي.
- معرض صور مجلس الشورى السعودي.